# AS Cannes
Association Sportive de Cannes Football (normalt bare kendt som AS Cannes) er en fransk fodboldklub fra Cannes i Provence. Klubben spiller i den tredjebedste række, Championnat National, men har tidligere i flere omgange spillet i den bedste liga, Ligue 1. Holdet blev stiftet i 1902, og har siden vundet ét trofæ, nemlig pokalturneringen Coupe de France i 1932. Hjemmebanen er Stade Pierre de Coubertin.

## Titler
Coupe de France
- 1932

## Kendte spillere
- Zinedine Zidane
- Patrick Vieira
- Johan Micoud
- Luis Fernández
- Sébastien Frey
- Bruno Bellone
- Gaël Clichy

## Danske spillere
- Ingen